# 伊班蛛属
伊班蛛属（学名：Ibana）为蟹蛛科的一个属。该属由斯里兰卡的蛛形学家Benjamin博士于2014年建立。

## 下属物种
本属包括以下物种：
- Ibana senagang Benjamin, 2014，发现于婆罗洲岛
- 赣伊班蛛 Ibana gan Liu & S. Q. Li, 2022